# 串田彗星
串田彗星（くしだすいせい、英語: 144P/Kushida）は、1994年に発見された短周期彗星。比較的明るいため、好条件で回帰した場合は小望遠鏡でも観測できる。

## 発見
八ヶ岳南麓天文台の串田嘉男は、彗星パトロールカメラ (口径10cm f/4.0) で1994年1月9日4時過ぎ (JST) にろくぶんぎ座を撮影したネガの端に写っている新天体を発見した。発見時の画像に写っていたのは13等の恒星状で中央集光が強く、コマは1 - 2分角にわたって広がっていた。
同日20時過ぎ (JST) に串田より発見報告のFAXを受け取った中野主一は、串田と再度連絡を取った上で21時に中央局へ報告し、小林隆男、川西浩陽など日本国内の観測者らによる確認観測を経て1月9日 (UTC) 発行のIAUC5918で新彗星発見が公表された
中野主一により暫定的に放物線軌道が計算された後、1月13日までの追跡観測により短周期彗星であることが判明した。発見後1か月間に報告された精測位置観測は100を超え、これは当時の短周期彗星の観測数としては異例の多さであった。
日本人名が付いた短周期彗星を2つ発見したのは串田が最初で、もう1つの彗星である串田・村松彗星を、この1か月前に発見している。串田は1989年1月から彗星パトロールを開始し、約3000カットを撮影した後、2つの彗星を相次いで発見した。

## 回帰
1993年の出現は近日点通過後の発見のため、近日点通過前の観測はない。好条件であったため、1994年の1月から3月頃にかけて光度10 - 12等級で大きく広がったコマが観測された。
初回帰となる2001年の回帰は、前年の2000年7月25日にヨーロッパ南天天文台の3.6m鏡で検出され、2000 O2の彗星符号と、144Pの周期彗星番号が割り当てられた。この回帰は近日点を太陽の向こう側で迎えたため、条件が悪く観測はほとんど得られなかった。
2009年は好条件の回帰となり、この彗星としては初めて近日点前の詳しい観測が行われた。初観測は2007年6月にマウナケアで行われたが、本格的な観測は2008年8月に入ってから行われた。近日点通過2か月前の同年11月に入っても光度は14等級にとどまっていたが、11月中旬に突然12等級まで急増光した。近日点前後には8等級に達し、大きく広がったコマが観測された。
4回目の回帰となる2016年は、太陽の向こう側で近日点を通過するため、観測条件は良くなかった。その後、2019年9月に木星に0.92auまで接近したため、5回目の2024年1月の回帰は近日点距離が1.43 auから1.40 auに小さくなると予測されている。